# Diplacina cyrene
Diplacina cyrene är en trollsländeart som beskrevs av Maurits Anne Lieftinck 1953. Diplacina cyrene ingår i släktet Diplacina och familjen segeltrollsländor. IUCN kategoriserar arten globalt som otillräckligt studerad. Inga underarter finns listade i Catalogue of Life.